# جيم لارسن
جيم لارسن (بالدنماركية: Jim Larsen)‏ (6 نوفمبر 1985 في الدنمارك - ) هو لاعب كرة قدم دانمركي في مركز الدفاع. لعب مع نادي روسنبورغ ونادي سيلكيبورج ونادي كلوب بروج ونادي ميتييلاند وBrabrand IF ‏.

## روابط خارجية
- جيم لارسن على موقع قاعدة بيانات كرة القدم.إي يو (الإنجليزية)
- جيم لارسن على موقع AS.com (الإسبانية)